# Alessandro Blasetti
Alessandro Blasetti (Roma 3 de juliol de 1900 - 1 de febrer de 1987) va ser un guionista i director cinematogràfic italià que va influir en el neorealisme italià amb la pel·lícula Quattro passi fra le nuvole. Blasetti va ser una de les principals figures del cinema italià durant l'era feixista, i a vegades és conegut com «el pare del cinema italià» pel seu paper a reviure la indústria aa finals dels anys vint.

## Biografia

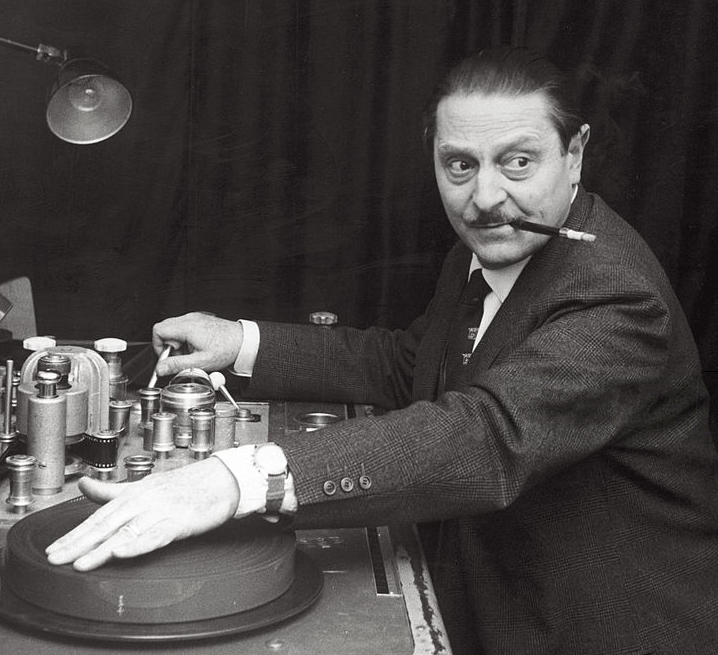
Blasetti en 1954

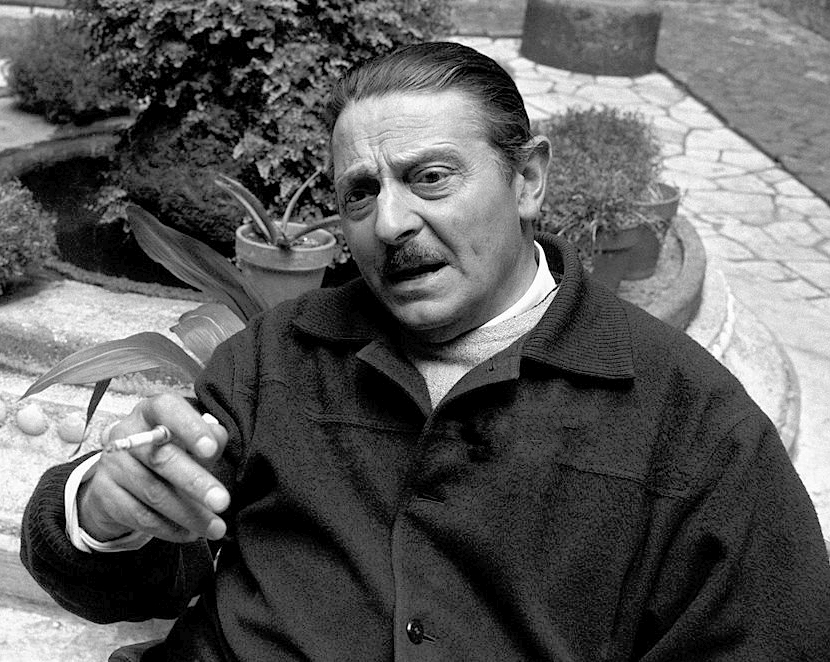
Blasetti en 1965

Blasetti va néixer a Roma, on també va morir. Després d'haver estudiat dret a la universitat va optar per convertir-se en periodista i crític de cinema. Va treballar per a diverses revistes i va dirigir una campanya per a la producció de pel·lícules nacionals, que en gran manera havia acabat en aquest moment. El 1919 va fer una breu incursió per actuar quan va aparèixer com un extra a la pel·lícula de Mario Caserini Anima tormentata.
El 1929 Blasetti va debutar en la direcció amb Sole, una història de ficció enfrontada al drenatge continu de les llacunes Pontines. La pel·lícula va tenir una bona acollida en un moment en què hi havia poques pel·lícules italianes. Benito Mussolini la va descriure com "l'alba del cinema feixista". Com moltes de les seves primeres produccions, tenia elements que el feien un precursor del neorealisme.
La forta acollida de "Sole" va provocar que Blasetti rebés una oferta de Stefano Pittaluga, l'únic productor comercial important que deixaven treballant a Itàlia en aquell moment. Pittaluga havia convertit recentment els seus estudis de Roma per a cinema sonor. Blasetti va dirigir la que hauria estat la primera pel·lícula sonora italiana Resurrectio, però els retards van significar que es va llançar després de La canzone dell'amore de Gennaro Righelli.
El 1934 Blasetti va dirigir l'obra 18 BL un "teatre de masses" representat a l'aire lliure amb 2.000 actors amateurs.
Blasetti va ser una de les forces impulsores del renaixement de la indústria cinematogràfica italiana durant la dècada de 1930, i va fer pressió per obtenir un major finançament i suport estatal. Un dels resultats va ser la construcció dels grans estudis Cinecittà a Roma.
Va interpretar-se a ell mateixa la pel·lícula de Luchino Visconti Bellíssima, protagonitzada per Anna Magnani, una mare romana que desitja convertir la seva filla en una estrella de cinema a Cinecittà on Blasetti fa la prova de pantalla per als actors infantils.
Va ser president del Jurat al 20è Festival Internacional de Cinema de Canes. La seva pel·lícula Simón Bolívar de 1969 va participar al 6è Festival Internacional de Cinema de Moscou.

## Filmografia

### Cinema
- Sole (1929)
- Nerone (1930)
- Terra madre (1931)
- Resurrectio (1931)
- Palio (1932)
- La tavola dei poveri (1932)
- Il caso Haller (1933)
- 1860 (1934)
- L'impiegata di papà (1934)
- Vecchia guardia (1934)
- Aldebaran (1935)
- Contessa di Parma (1937)
- Ettore Fieramosca (1938)
- Retroscena (1939)
- Un'avventura di Salvator Rosa (1939)
- La corona di ferro (1941)
- La cena delle beffe (1942)
- 4 passi fra le nuvole (1942)
- Nessuno torna indietro (1943)
- Un giorno nella vita (1946)
- Fabiola (1949)
- Prima comunione (1950)
- Altri tempi - Zibaldone n. 1 (1952)
- La fiammata (1952)
- Tempi nostri - Zibaldone n. 2 (1954)
- Peccato che sia una canaglia (1954)
- La fortuna di essere donna (1956)
- Amore e chiacchiere (1957)
- Europa di notte (1958) - documental
- Io amo, tu ami... (1961) - documental
- Le quattro verità (1962) - episodio La lepre e la tartaruga
- Liolà (1963)
- Io, io, io... e gli altri (1966)
- La ragazza del bersagliere (1967)
- Simon Bolivar (1969)

### Televisió
- La lunga strada del ritorno (1962) – tres episodis
- Gli italiani del cinema italiano (1964) – sis episodis
- Napoli 1860 - La fine dei Borboni (1970) – dos episodis de la sèrie I giorni della storia
- 10 giugno 1940 (1970) – episodi Dov'eravate?
- Anni 60: una notte in Europa (1970)
- Storie dell'emigrazione (1972) – cinc episodis
- I mercoledì del papa (1973)
- L'arte di far ridere (1974) – cinc episodis
- Racconti di fantascienza (1978) – tres episodis
- L'arte di far ridere (1980)
- Il mio amico Pietro Germi (1980)
- Venezia: una mostra per il cinema (1981)

## Premis
Festival Internacional de Cinema de Venècia
- 1941: Copa Mussolini a la millor pel·lícula italiana - La corona di ferro
- 1980: Premi Pietro Bianchi
- 1982: Lleó d'Or per la carrera

Premis David di Donatello
- 1963: Targa d'Oro
- 1966: millor director - Io, io, io... e gli altri

Nastro d'Argento
- 1946: millor director - Un giorno nella vita
- 1951: millor director i millor guió - Prima comunione